# Szkoła Podstawowa nr 386 im. Marszałka Józefa Piłsudskiego w Warszawie
Szkoła Podstawowa nr 386 im. Marszałka Józefa Piłsudskiego w Warszawie – szkoła podstawowa na warszawskiej Woli.

## Historia
Szkoła została wybudowana w 1926 r. jako Szkoła Podstawowa nr 125. Jej pierwszym dyrektorem był Zygmunt Czarniecki.
W 1944 r. podczas powstania warszawskiego szkoła została spalona, a jej wnętrze nie nadawało się do użycia. Po wyzwoleniu w 1945 r. zaczęła znowu funkcjonować.
W 1999 r., wraz z reformą oświaty, szkoła podstawowa przekształciła się w gimnazjum. Dnia 18 maja 2004 r. w gimnazjum odbyła się uroczystość nadania placówce imienia marszałka Józefa Piłsudskiego.